# CaixaForum Barcelona
CaixaForum Barcelona és un centre cultural de la Fundació La Caixa, inaugurat el 2002 a la fàbrica Casaramona de Barcelona com a nova seu de la seva col·lecció d’Art Contemporani, en substitució del Palau Macaya (actualment CaixaForum Macaya).

## Exposicions i activitats culturals
Gràcies a la col·laboració amb grans museus internacionals com el Museu Britànic, el Prado o el Louvre, el centre ofereix una àmplia programació d’exposicions temporals en disciplines que van des de la pintura, el dibuix, l’escultura o la fotografia, fins a l'art antic i l’art contemporani. Les que han tingut més èxit en el període 2002-2012 són:
- Dalí. Cultura de masses (2004): 304.996 visitants
- Miquel Barceló. 1983-2009. La solitude organisative (2010-2011): 228.893 visitants
- Rodin i la revolució de l'escultura. De Camille Claudel a Giacometti (2004-2005): 219.321 visitants
- Rubens, Van Dyck, Jordaens, etc. mestres de la pintura flamenca del segle xvii a les col·leccions del Museu de l'Ermitage (2003-2004): 215.638 visitants
- Henri Cartier-Bresson. Retrospectiva (2003-2004): 210.108 visitants
- Impressionistes. Mestres francesos de la col·lecció Clark (2011-2012): 203.455 visitants
- Col·lecció d'Art Contemporani Fundació La Caixa (exposició inaugural) (2002): 191.160 visitants
- Alphonse Mucha (1860-1939), seducció, modernitat i utopia (2008-2009): 181.474 visitants
- De Renoir a Picasso. Obres mestres del Musée de l'Orangerie, París (2002): 180.108 visitants
- Lucian Freud (2002-2003): 168.479 visitants[4]

## Peces icòniques
Al vestíbul hi ha dues obres emblemàtiques de la col·lecció d’Art Contemporani de la Fundació la Caixa: el mural Splat! (2001), que l'artista Sol LeWitt va concebre especialment per al nou centre, i el núvol de neó Ambiente Spaziale (1951), que Lucio Fontana va realitzar per a la Triennal de Milà de 1953. També s'hi exposa l'obra Espai de dolor (1983), de Joseph Beuys (originalment i en alemany Hinter dem Knochen wird gezählt - Schmerzraum, traduït al català, «Es compta darrere l'os - Espai de dolor»).

## Bosc Vertical CaixaForum
El 2023, com a celebració del 20è aniversari del centre cultural, es va instal·lar el Bosc Vertical CaixaForum, un jardí vertical, a la façana del veí Palau de la Metal·lúrgia.